# Philomena Nyarko
 Philomena Afua Nyarko (* 11. Mai 1956) ist eine ghanaische Statistikerin und Hochschullehrerin. Sie war Regierungsstatistikerin für Ghana und Geschäftsführerin des Ghana Statistical Service (GSS).

## Leben und Werk
Nyarko studierte von 1979 bis 1981 an der University of Ghana, wo sie einen Bachelor of Science erwarb. 1984 erhielt sie an der University of Ghana ein Postgraduate Diploma. Während ihres Studiums an der University of Ghana nahm sie sich eine Auszeit, um das Population Council als Programmverantwortliche im FRONTIERS Reproductive Health Program des Population Council zu unterstützen. Dort leistete sie ghanaischen Partnerorganisationen technische Unterstützung bei der Durchführung von Operations Research zur Verbesserung der reproduktiven Gesundheitsversorgung im Land.
Von 1996 bis 1999 promovierte sie an der University of Southampton in Social Statistics. Sie erhielt 1999 ein zweijähriges Postdoctoral Mellon Fellowship, um am Navrongo Health Research Centre als Leiterin des Navrongo Demographic Surveillance System zu arbeiten. In dieser Funktion war sie für die Leitung und Überwachung der Feldoperationen, die Analyse und Verbreitung von Daten sowie die statistische und demografische Unterstützung anderer Einheiten des Zentrums verantwortlich.
Bevor sie dann an der Universität lehrte, arbeitete sie etwa zehn Jahre lang beim ghanaischen Statistikdienst. Dort unterstützte sie die Planung und Durchführung statistischer Erhebungen, erstellte statistische Berichte und veröffentlichte Forschungsergebnisse zur Steuerung von Politik und Programmen.
Von 2001 bis 2010 lehrte sie als Lecturer und ab 2007 als Senior Lecturer für technische Demografie, statistische Berechnungen und fortgeschrittene quantitative Analyse am Regional Institute for Population Studies der University of Ghana in Legon. Sie war dann ab August 2010 bis April 2013 stellvertretende Regierungsstatistikerin und ab 2012  amtierende Regierungsstatistikerin.
Sie war in verschiedenen Funktionen im öffentlichen und privaten Sektor Ghanas tätig. Bis zu ihrem Ausscheiden aus dem öffentlichen Dienst im November 2016 war sie Regierungsstatistikerin und Geschäftsführerin des Ghana Statistical Service (GSS).
Sie war Mitglied mehrerer nationaler und internationaler Gremien und Ausschüsse und Forschungsberaterin und Mitglied der technischen Arbeitsgruppe von African Health Stats, einer Online-Plattform für Gesundheitsdaten. Sie war Vorsitzende des Verwaltungsrats der Assin Manso Senior High School und Mitglied des Arbeitsteams zur Vorbereitung der zweiten Phase der Globalen Strategie zur Verbesserung der Agrar- und ländlichen Statistik. Sie war Mitglied der Expertengruppe für den Regionalbericht des African Gender and Development Index (AGDI). 2019 hielt sie als stellvertretende Vorsitzende des Vorstands des Africa Digital Rights Hub (ADRH) auf dem Data Protectio Africa Summit einen Vortrag über die Förderung digitaler Rechte.
Nyarko heiratete den Finanzdirektor der International Community School. 2021 wurde sie als vermisst gemeldet.